# Roza Otunbajeva
Roza Isakovna Otunbajeva (Biškek, 23. kolovoza 1950.), kirgistanska političarka, predsjednica Kirgistana od 7. travnja 2010. do 1. prosinca 2011. godine.

## Školovanje i usavršavanje
Diplomirala je 1972. godine na Filozofskom fakultetu u Moskvi. Poslije je radila kao docentica na Kirgiškom državnom fakultetu.

## Politička karijera
- 1982. članica vodstva KPSS-a u Biškeku
- 1986. ministrica vanjskih poslova Kirgiske SSR
- 1998. predsjednica sovjetskog povjerenstva za poslove s UNESCO-m
- 1992. kirgistanska ministrica vanjskih poslova
- 1992. kirgistanska veleposlanica u SAD-u
- 1994. kirgistanska ministrica vanjskih poslova
- 1992. kirgistanska veleposlanica u Ujedinjenom Kraljevstvu
- 2005. kirgistanska ministrica vanjskih poslova

## Privatno
Udata i majka dvoje djece. 
Govori: engleski, ruski, kirgiški, francuski i njemački